# Saint-André-d'Embrun
Saint-André-d'Embrun é uma comuna francesa na região administrativa da Provença-Alpes-Costa Azul, no departamento de Altos-Alpes. Estende-se por uma área de 38,63 km². Em 2010 a comuna tinha 698 habitantes (densidade: 18,1 hab./km²).